# 28 maja
28 maja jest 148. (w latach przestępnych 149.) dniem w kalendarzu gregoriańskim. Do końca roku pozostaje 217 dni.

## Święta
- Imieniny obchodzą: Augustyn, Balladyna, Bogurad, Emil, German, Heladia, Heladiusz, Herkulan, Ignacy, Jaromir, Just, Lucjusz, Łucjusz, Maria, Wiktor, Wilhelm i Wolrad.
- Armenia – Święto Niepodległości
- Azerbejdżan – Proklamacja Pierwszej Demokratycznej Republiki
- Etiopia – Koniec Reżimu Wojskowego
- Filipiny – Dzień Flagi
- Rosja – Dzień Służby Granicznej
- Wietnam – Oświecenie Buddy
- Wspomnienia i święta w kościele katolickim[1][2] obchodzą:
  - bł. Stefan Wyszyński (kardynał)
  - św. German z Paryża (biskup)
  - bł. Herkulan z Piegaro, franciszkanin[3]
  - św. Just z Urgell (biskup)

## Wydarzenia w Polsce
- 1260 – Książę opolsko-raciborski Władysław odkupił Kęty i Czeladź od klasztoru benedyktynek w Staniątkach.
- 1349 – We Wrocławiu i Świdnicy doszło do pogromów Żydów posądzanych o wywołanie epidemii i głodu.
- 1570 – Zygmunt II August nadał Łohiszynowi prawo magdeburskie.
- 1593 – Tarnobrzeg uzyskał prawa miejskie.
- 1599 – Została zawiązana konfederacja wileńska pomiędzy protestantami a prawosławnymi Rzeczypospolitej Obojga Narodów.
- 1621 – Pożar Goniądza.
- 1625 – Zygmunt III Waza nadał Dorogobużowi prawo magdeburskie i herb miejski.
- 1642 – Objawienia Maryjne we Włoszczowie, od których narodził się kult Matki Boskiej Włoszczowskiej, patronki dzieci i rodzin.
- 1623 – Poświęcono kolegiatę św. Wawrzyńca w Żółkwi (obecnie na Ukrainie).
- 1652 – Pietro Vidoni został nuncjuszem apostolskim w Polsce.
- 1886 – Otwarto dworzec kolejowy Brześć Centralny.
- 1906 – W Stoczni Schichaua w Gdańsku zwodowano pancernik SMS „Schlesien“.
- 1921 – Rozpoczęły się pierwsze Międzynarodowe Targi Poznańskie.
- 1923 – Powstał drugi rząd Wincentego Witosa.
- 1941 – Do obozu Auschwitz został przywieziony Maksymilian Maria Kolbe.
- 1942 – W lesie koło Magdalenki Niemcy dokonali egzekucji 223 więźniów z Pawiaka.
- 1943:
  - Po pacyfikacji Leżajska Niemcy rozstrzelali 43 jego mieszkańców.
  - W nocy z 27 na 28 maja patrole dywersyjne Armii Krajowej dokonały likwidacji 28 konfidentów Gestapo w Radomsku.
- 1974 – Premiera komedii filmowej Nie ma mocnych w reżyserii Sylwestra Chęcińskiego.
- 1975:
  - Rozpoczął działalność Teatr Dramatyczny w Elblągu.
  - Sejm PRL uchwalił ustawę o dwustopniowym podziale administracyjnym. Zlikwidowano powiaty i utworzono 49 województw.
- 1983 – Zdzisław Najder został skazany zaocznie na karę śmierci pod zarzutem współpracy z wywiadem amerykańskim.
- 1992:
  - Powstało przedsiębiorstwo Fiat Auto Poland.
  - Sejm RP przyjął uchwałę lustracyjną.
- 1993 – Sejm RP uchwalił wotum nieufności wobec rządu Hanny Suchockiej.
- 1998 – Wmurowano pierwszą mosiężną gwiazdę (dla Andrzeja Seweryna) na Alei Gwiazd w Łodzi.
- 1999 – Rozpoczęły się rozgrywane na polskich parkietach XXVII Mistrzostwa Europy w Koszykówce Kobiet.
- 2004 – Sejm RP powołał komisję śledczą w sprawie PKN Orlen.
- 2006:
  - Koło Milicza doszło do groźnego wypadku samochodu, którym jechali muzycy zespołu Varius Manx.
  - Wybuchł pożar w zabytkowych koszarach w Kaliszu.
  - Zakończyła się pielgrzymka papieża Benedykta XVI do Polski.
- 2007 – Ukazał się album Strach się bać zespołu Lady Pank.
- 2008:
  - Na Stadionie Śląskim w Chorzowie odbył się koncert zespołu Metallica.
  - Selekcjoner Leo Beenhakker ogłosił skład reprezentacji Polski na Mistrzostwa Europy w Piłce Nożnej UEFA Euro 2008 w Austrii i Szwajcarii.
- 2009 – XIV Dalajlama Tenzin Gjaco, Tadeusz Mazowiecki, Michał Sumiński i pośmiertnie rotmistrz Witold Pilecki zostali Honorowymi Obywatelami miasta stołecznego Warszawy.
- 2013 – W Warszawie odsłonięto Pomnik w hołdzie żołnierzom Żandarmerii Wojskowej.
- 2024 – Kryzys migracyjny na granicy polsko-białoruskiej: w okolicach wsi Dubicze Cerkiewne został ciężko zraniony nożem przez jednego z migrantów żołnierz 1 Warszawskiej Brygady Pancernej Mateusz Sitek, w wyniku czego zmarł 6 czerwca w szpitalu.

## Wydarzenia na świecie

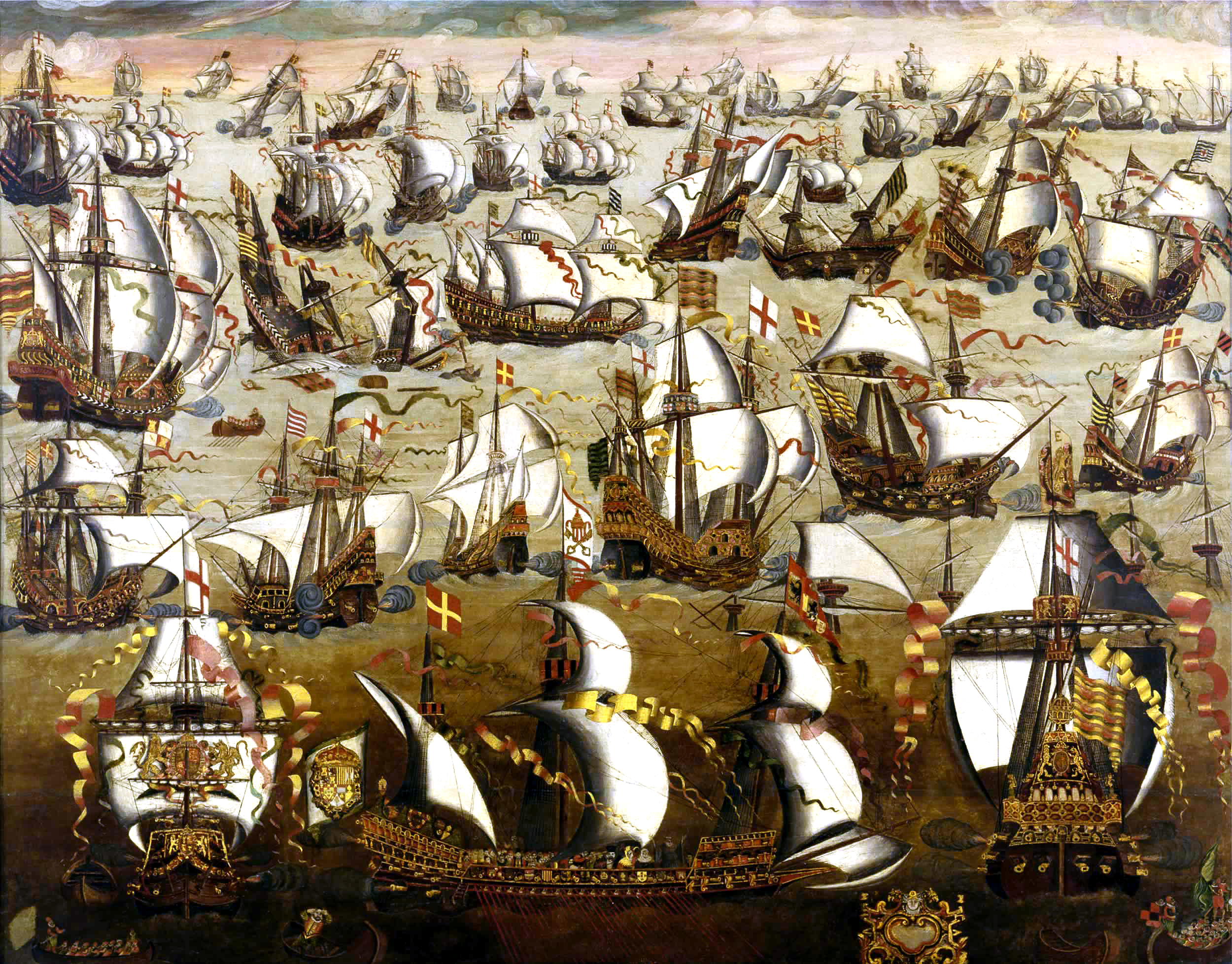
Wielka Armada na XVII-wiecznym obrazie

- 585 p.n.e. – W czasie bitwy nad rzeką Halys pomiędzy Alyattesem z Lidii a królem Medów Kyaksaresem miało miejsce, przewidziane przez Talesa z Miletu, całkowite zaćmienie Słońca, które skłoniło obie strony do zawarcia pokoju.
- 640 – Seweryn został papieżem.
- 1037 – W trakcie powstania drobnych wasali włoskich cesarz rzymsko-niemiecki Konrad II Salicki wydał ustawę Constitutio de feudis, która przyznawała im nienaruszalność lenn i prawo do ich dziedziczenia.
- 1156 – Armia sycylijska rozgromiła w bitwie pod Brundizjum Bizantyjczyków, kładąc kres ich panowaniu w południowej Italii.
- 1172 – Doża Wenecji Vitale II Michiel został zasztyletowany w kościele św. Zachariasza przez Marca Casolo.
- 1180 – W bazylice Saint-Denis odbyła się koronacja Izabelli z Hainaut, pierwszej żony króla Francji Filipa II Augusta.
- 1357 – Piotr I Sprawiedliwy został królem Portugalii.
- 1543 – Założono miasto Valladolid w Meksyku.
- 1588 – Hiszpańska Wielka Armada obrała kurs na wybrzeże Anglii.
- 1608 – W Mantui odbyła się premiera opery Ariadna z muzyką Claudia Monteverdiego i librettem Ottavia Rinucciniego.
- 1733 – W Gien w środkowej Francji runął w wyniku powodzi kamienny most na Loarze.
- 1742 – W Londynie otwarto pierwszy na świecie kryty basen pływacki.
- 1754 – Wojna o panowanie w Ameryce Północnej: zwycięstwo wojsk brytyjskich nad francuskimi w potyczce pod Jumonville Glen.
- 1812 – W Bukareszcie podpisano traktat pokojowy kończący wojnę rosyjsko-turecką (1806–1812).
- 1813 – W teatrze w Buenos Aires odbyło się premierowe wykonanie hymnu Argentyny.
- 1830 – Prezydent USA Andrew Jackson podpisał The Indian Removal Act, dający podstawy do przenoszenia Indian w południowych stanach i zakupu ich ziemi.
- 1858 – Zawarto rosyjsko-chiński traktat w Ajgun, na mocy którego Rosja anektowała tereny na północ od rzeki Amur.
- 1864 – Brytyjski protektorat Zjednoczone Kraje Wysp Jońskich został przyłączony do Grecji.
- 1868 – Francuski astronom Alphonse Borrelly odkrył planetoidę (99) Dike.
- 1870 – Ludvig Holstein-Holsteinborg został premierem Danii.
- 1871 – Upadek Komuny Paryskiej.
- 1885 – Rebelia północno-zachodnia: zwycięstwo Indian Kri nad wojskiem kanadyjskim w bitwie pod Frenchman’s Butte.
- 1888 – W Glasgow rozegrano pierwszy w historii derbowy mecz Celtic F.C.-Rangers F.C. (5:2).
- 1898 – Włoski fotograf amator Secondo Pia jako pierwszy wykonał fotografię Całunu Turyńskiego.
- 1900 – Całkowite zaćmienie Słońca widoczne w Meksyku, USA, Portugalii, Hiszpanii i północnej Afryce.
- 1905:
  - Ljubomir Stojanović został premierem Serbii.
  - Niemiecki astronom Paul Götz odkrył planetoidy: (566) Stereoskopia i (567) Eleutheria.
  - Wojna rosyjsko-japońska: klęska floty rosyjskiej w bitwie pod Cuszimą.
- 1909 – Podczas sesji MKOl w Berlinie zdecydowano, że gospodarzem V Letnich Igrzysk Olimpijskich w roku 1912 będzie Sztokholm.
- 1911 – Znaleziono zwłoki pierwszej ofiary nigdy nieustalonego seryjnego mordercy zwanego „Rozpruwaczem z Atlanty“, który do końca roku zamordował co najmniej 15 czarnoskórych dziewcząt i młodych kobiet.
- 1914 – Pisarka Selma Lagerlöf jako pierwsza kobieta została członkiem Akademii Szwedzkiej.
- 1918 – Armenia i Azerbejdżan proklamowały niepodległość.
- 1922 – Reprezentacja Polski w piłce nożnej w swym trzecim oficjalnym meczu odniosła pierwsze zwycięstwo, pokonując w Sztokholmie Szwecję 2:1. Pierwszego w historii gola strzelił w 23. minucie z rzutu karnego Józef Klotz.
- 1926 – W Portugalii doszło do wojskowego zamachu stanu.
- 1930:
  - George Forbes został premierem Nowej Zelandii.
  - Został obalony prezydent Boliwii Hernando Siles Reyes.
- 1932 – Zakończono budowę tamy Afsluitdijk w Holandii dzięki której dawna zatoka Morza Północnego stała się jeziorem IJsselmeer.
- 1934:
  - Rozpoczął się pierwszy festiwal operowy w angielskim Glyndebourne.
  - W Kanadzie urodziły się pięcioraczki Dionne, które jako pierwsze przeżyły okres niemowlęcy.
- 1935 – Dokonano oblotu myśliwca Messerschmitt Bf 109.
- 1937:
  - Neville Chamberlain został premierem Wielkiej Brytanii.
  - Założono niemieckie przedsiębiorstwo motoryzacyjne Volkswagen.
- 1940:
  - Bitwa o Atlantyk: u wybrzeży Portugalii niemiecki okręt podwodny U-37 zatopił francuski statek pasażerski „Brazza”, w wyniku czego zginęło 379 spośród 576 osób na pokładzie.
  - Kampania belgijska: podpisano protokół o bezwarunkowej kapitulacji, w myśl którego belgijscy żołnierze zostali rozbrojeni i wzięci do niewoli.
  - Kampania francuska: rozpoczęła się bitwa o Lille; w Wormhoudt Niemcy dokonali masakry 80 jeńców francuskich i brytyjskich.
  - Kampania norweska: zdobycie Narwiku przez wojska alianckie.
- 1941 – Bitwa o Atlantyk: na zachód od Irlandii został zbombardowany przez niemieckie lotnictwo brytyjski niszczyciel HMS „Mashona”, w wyniku czego zginęło 36 spośród 231 członków załogi.
- 1942 – Front wschodni: zwycięstwo wojsk niemiecko-rumuńsko-włoskich w bitwie o Charków.
- 1944:
  - Front zachodni: w wyniku alianckiego bombardowania francuskiego Sartrouville zginęło ok. 400 osób (27-28 maja).
  - Kampania włoska: wojska kanadyjskie zdobyły Ceprano.
- 1946 – Manuel Roxas został prezydentem Filipin.
- 1948 – Powstały Siły Obronne Izraela.
- 1950 – Joanna de Valois została ogłoszona świętą przez papieża Piusa XII.
- 1952 – Greczynki uzyskały prawa wyborcze.
- 1957 – Premiera filmu Twarz w tłumie w reżyserii Elii Kazana.
- 1961 – Po poznaniu z prasy sprawy dwóch studentów portugalskich z Coimbry, skazanych na 7 lat za wzniesienie toastu za wolność (za czasów dyktatury António de Oliveiry Salazara) – brytyjski prawnik Peter Benenson opublikował w londyńskim tygodniku „The Observer” artykuł Zapomniani więźniowie, który spotkał się z dużym odzewem, co zainspirowało go do założenia organizacji Amnesty International.
- 1964 – Założono Organizację Wyzwolenia Palestyny.
- 1965 – 268 górników zginęło w wyniku eksplozji w kopalni węgla kamiennego koło miasta Dhanbad we wschodnich Indiach.
- 1967:
  - Po 226 dniach brytyjski żeglarz Francis Chichester na jachcie „Gipsy Moth IV” powrócił do Plymouth, kończąc wówczas najszybszy samotny rejs wokółziemski (z postojem w Sydney).
  - W Reykjavíku założono klub sportowy Íþróttafélagið Fylkir.
- 1968 – Krótko po starcie z lotniska Chhatrapati Shivaji w Bombaju rozbił się samolot pasażerski Convair 990 Coronado linii Garuda Indonesia, w wyniku czego zginęło 29 osób znajdujących się na pokładzie (15 pasażerów i 14 członków załogi) oraz jedna osoba na ziemi.
- 1974 – 8 osób zginęło, a 103 zostały ranne w wyniku wybuchu bomby w trakcie demonstracji pracowniczej we włoskiej Brescii.
- 1975 – W nigeryjskim Lagos powołano do życia Wspólnotę Gospodarczą Państw Afryki Zachodniej.
- 1977 – W pożarze klubu nocnego w Southgate w stanie Kentucky zginęło 165 osób, a ponad 200 odniosło obrażenia.
- 1979:
  - Grecja podpisała w Atenach traktat o akcesji do Wspólnot europejskich.
  - William Bonin (znany jako „Autostradowy mordeca“) zamordował w Los Angeles swoją pierwszą z 21 ofiar.
- 1980 – 2 miesiące przed formalnym uzyskaniem niepodległości przez Vanuatu słabo uzbrojeni zwolennicy ruchu Nagriamel opanowali wyspę Espiritu Santo i ogłosili utworzenie niezależnej Republiki Vemerana.
- 1982:
  - Papież Jan Paweł II rozpoczął wizytę w Wielkiej Brytanii.
  - Wojna o Falklandy: rozpoczęła się bitwa o wzgórza Darwin i Goose Green.
- 1987 – Lecący z Helsinek samolotem turystycznym Cessna 172 19-letni zachodnioniemiecki pilot Mathias Rust przekroczył nielegalnie radziecką granicę i pomimo wykrycia przez obronę przeciwlotniczą doleciał do Moskwy i wylądował w pobliżu placu Czerwonego.
- 1991:
  - Meles Zenawi został prezydentem Etiopii.
  - Założono Uniwersytet w Szkodrze (Albania).
- 1992:
  - Na podstawie porozumienia z 16 kwietnia minister obrony gen. Pawieł Graczow wydał rozkaz wycofania wojsk rosyjskich z Czeczenii.
  - Oscar Luigi Scalfaro został prezydentem Włoch.
- 1993 – Erytrea i Monako przystąpiły do ONZ.
- 1995:
  - Minister spraw zagranicznych Bośni i Hercegowiny Irfan Ljubijankić zginął w śmigłowcu zestrzelonym przez Serbów koło Bihacia.
  - W wyniku trzęsienia ziemi w mieście Nieftiegorsk na Sachalinie zginęło 2040 osób.
- 1998:
  - Pakistan przeprowadził 5 swych pierwszych próbnych wybuchów jądrowych w reakcji na próby indyjskie z 11 i 13 maja.
  - W Paryżu otwarto Musée du Montparnasse.
- 1999 – W Mediolanie po 22 latach renowacji ponownie udostępniono dla zwiedzających fresk Ostatnia Wieczerza Leonarda da Vinci.
- 2000 – Wybuchł wulkan Kamerun.
- 2002 – Odbył się specjalny szczyt NATO w Rzymie na którym powołano Radę NATO-Rosja.
- 2008:
  - Francuski seryjny morderca i pedofil Michel Fourniret został skazany na karę dożywotniego pozbawienia wolności.
  - Piraci somalijscy porwali niemiecki kontenerowiec „Lehmann Timber”.
  - Zgromadzenie Narodowe Nepalu zniosło monarchię i proklamowało federalną republikę demokratyczną.
- 2009:
  - 18 osób zginęło w katastrofie autobusu w Jambole w Bułgarii.
  - 19 osób zginęło, a ponad 50 zostało rannych w samobójczym zamachu bombowym na meczet w irańskim Zahedanie.
- 2010:
  - 148 osób zginęło, a ponad 200 zostało rannych w katastrofie kolejowej w indyjskim stanie Bengal Zachodni, spowodowanej rozkręceniem torów przez maoistycznych rebeliantów.
  - 86 osób zginęło w zamachu na meczet w pakistańskim mieście Lahaur.
  - Francja została wybrana na organizatora Mistrzostw Europy w Piłce Nożnej 2016.
- 2011 – 52,67% spośród głosujących w referendum obywateli Malty opowiedziało się za legalizacją rozwodów.
- 2012 – 15 kazachskich żołnierzy-pograniczników zostało zastrzelonych na posterunku granicznym w Arkankergen przy granicy z Chinami przez pochodzącego z Rosji żołnierza, Władisława Czelacha.
- 2013 – Na placu Taksim w Stambule rozpoczął się antyrządowy protest, który ogarnął w następnych dniach inne miasta i regiony Turcji.
- 2016 – W ogrodzie zoologicznym w Cincinnati w amerykańskim stanie Ohio zastrzelono goryla nizinnego o imieniu Harambe, po tym jak na jego wybiegu znalazło się trzyletnie dziecko.
- 2020 – W wieku 112 lat i 60 dni zmarł Bob Weighton, w chwili śmierci najstarszy żyjący człowiek w Wielkiej Brytanii (ex aequo z Joan Hocquard) i najstarszy mężczyzna na świecie.

## Zdarzenia astronomiczne ieksploracja kosmosu
- 1737 – John Bevis z Królewskiego Obserwatorium Astronomicznego w Greenwich zaobserwował, jako pierwszy w historii, zakrycie Merkurego przez Wenus. Kolejne nastąpi 3 grudnia 2133 roku.
- 1962 – Został wystrzelony radziecki satelita technologiczny Kosmos 5.
- 1971 – Została wystrzelona radziecka sonda Mars 3.

## Urodzili się
- 1369 – Muzio Attendolo Sforza, włoski kondotier (zm. 1424)
- 1371 – Jan bez Trwogi, książę Burgundii (zm. 1419)
- 1524 – Selim II, sułtan Imperium Osmańskiego (zm. 1574)
- 1562 – Jan Wilhelm, książę Kleve, Jülich i Bergu, hrabia Mark i Ravensbergu, ostatni władca połączonych księstw westfalskich, biskup-elekt Münsteru i administrator tego biskupstwa (zm. 1609)
- 1656 – Antoni Florian, książę Liechtensteinu (zm. 1721)
- 1660 – Jerzy I Hanowerski, król Wielkiej Brytanii i Irlandii (zm. 1727)
- 1676 – Jacopo Riccati, włoski matematyk (zm. 1754)
- 1692 – Geminiano Giacomelli, włoski kompozytor (zm. 1740)
- 1697:
  - Christian Klosmann, niemiecki polityk, burmistrz Torunia (zm. 1774)
  - Kazimierz Leon Sapieha, wojewoda brzeski, generał artylerii litewskiej (zm. 1738)
- 1712 – Vincent de Gournay, francuski arystokrata, ekonomista (zm. 1759)
- 1731 – Franz de Paula Gundaccar von Colloredo-Mannsfeld, austriacki książę, dyplomata, polityk (zm. 1807)
- 1735 – François Christophe Kellermann, francuski generał, marszałek Francji (zm. 1820)
- 1738:
  - Tristram Dalton, amerykański prawnik, polityk, senator (zm. 1817)
  - Joseph Ignace Guillotin, francuski lekarz (zm. 1814)
- 1740 – Fiedot Szubin, rosyjski rzeźbiarz (zm. 1805)
- 1741 – Philipp von Cobenzl, austriacki polityk, dyplomata (zm. 1810)
- 1743 – Johann David Wyss, szwajcarski pastor, pisarz (zm. 1818)
- 1748:
  - Frederick Howard, brytyjski arystokrata, pisarz, polityk, dyplomata (zm. 1825)
  - Lorenzo Girolamo Mattei, włoski kardynał (zm. 1833)
- 1749 – Filip Nereusz Lichocki, polski polityk, prezydent Krakowa (zm. 1806)
- 1750 – Carl Peter Lenngren, szwedzki prawnik, dziennikarz (zm. 1827)
- 1759 – William Pitt Młodszy, brytyjski polityk, premier Wielkiej Brytanii (zm. 1806)
- 1761 – Maria Thaddäus von Trautmannsdorff, czeski duchowny katolicki, biskup kralowohradecki, arcybiskup ołomuniecki (zm. 1819)
- 1764 – Edward Livingston, amerykański polityk, sekretarz stanu (zm. 1836)
- 1774 – Edward Charles Howard, brytyjski chemik (zm. 1816)
- 1779 – Thomas Moore, irlandzki poeta (zm. 1852)
- 1786 – Louis McLane, amerykański prawnik, polityk, senator (zm. 1857)
- 1789 – Bernhard Severin Ingemann, duński pisarz (zm. 1862)
- 1804 – William Alfred Buckingham, amerykański polityk, senator (zm. 1875)
- 1807 – Louis Agassiz, szwajcarski zoolog, paleontolog (zm. 1873)
- 1812 – Amalie Renner, wrocławska handlarka, związana z Piwnicą Świdnicką (zm. 1884)
- 1817 – Jerzy Henryk Lubomirski, polski polityk, kurator literacki, mecenas sztuki (zm. 1872)
- 1818 – Pierre G.T. Beauregard, amerykański wojskowy, generał armii konfederackiej, pisarz, urzędnik państwowy, wynalazca (zm. 1893)
- 1826 – Benjamin Gratz Brown, amerykański polityk, senator (zm. 1885)
- 1836 – Jan Aleksander Karłowicz, polski etnograf, folklorysta, muzykolog, językoznawca (zm. 1903)
- 1837 – George Coppinger Ashlin, irlandzki architekt (zm. 1921)
- 1839 – Luigi Capuana, włoski poeta, prozaik, krytyk literacki (zm. 1915)
- 1840 – Hans Makart, austriacki malarz (zm. 1884)
- 1841:
  - Maria od Jezusa Deluil-Martiny, francuska zakonnica, błogosławiona (zm. 1884)
  - Karl Kolbenheyer, niemiecki nauczyciel, działacz turystyczny, badacz Tatr (zm. 1901)
- 1848:
  - Maria Bernarda Bütler, szwajcarska zakonnica, święta (zm. 1924)
  - Wilhelm Forberger, spiskoniemiecki malarz, grafik (zm. 1928)
- 1850 – Aurora López Gonzalez, hiszpańska zakonnica, męczennica, błogosławiona (zm. 1936)
- 1852 – Józefa Hendrina Stenmanns, niemiecko-holenderska zakonnica, błogosławiona (zm. 1903)
- 1853 – Carl Larsson, szwedzki malarz, architekt wnętrz (zm. 1919)
- 1854 – Germán Riesco, chilijski adwokat, polityk, prezydent Chile (zm. 1916)
- 1855 – Emilio Estrada, ekwadorski polityk, prezydent Ekwadoru (zm. 1911)
- 1856 – Filip Rinaldi, włoski salezjanin, błogosławiony (zm. 1931)
- 1861:
  - Arthur Kickton, niemiecki architekt (zm. 1944)
  - Gustav Tammann, niemiecki fizyk, chemik (zm. 1938)
- 1862:
  - Edward Treacher Collins, brytyjski chirurg, okulista (zm. 1932)
  - Zenon Pietkiewicz, polski dziennikarz (zm. 1932)
  - Henry Slocum, amerykański tenisista (zm. 1949)
- 1864:
  - Witold Rubczyński, polski filozof, historyk filozofii (zm. 1938)
  - Irena Stablewska, polska literatka, działaczka niepodległościowa (zm. 1939)
- 1870 – Edward Krasiński, polski działacz społeczny, pamiętnikarz (zm. 1940)
- 1872:
  - Otto Bahr Halvorsen, norweski polityk, premier Norwegii (zm. 1923)
  - Marian Smoluchowski, polski fizyk teoretyczny, wykładowca akademicki, wspinacz (zm. 1917)
- 1873 – Olga Forsz, rosyjska pisarka (zm. 1961)
- 1877 – Oskar Miłosz, francuski poeta pochodzenia litewskiego (zm. 1939)
- 1878 – Douglas Monypenny, szkocki rugbysta (zm. 1900)
- 1881:
  - Augustin Bea, niemiecki jezuita, kardynał, działacz ekumeniczny (zm. 1968)
  - Alojzy Kot, polski polityk, poseł na Sejm Śląski i Sejm RP (zm. 1939)
  - Luigi Lenzini, włoski duchowny katolicki, męczennik, czcigodny Sługa Boży (zm. 1945)
- 1883 – Václav Talich, czeski dyrygent, pedagog muzyczny (zm. 1961)
- 1884 – Edvard Beneš, czeski polityk, prezydent Czechosłowacji (zm. 1948)
- 1886:
  - Władysław Chodasiewicz, rosyjski poeta, krytyk literacki (zm. 1939)
  - Santo Trafficante Sr., włosko-amerykański gangster (zm. 1954)
- 1887 – Henryk Strasburger, polski prawnik, ekonomista, polityk (zm. 1951)
- 1888:
  - Kaarel Eenpalu, estoński prawnik, polityk, starszy państwa (zm. 1942)
  - Jim Thorpe, amerykański lekkoatleta pochodzenia indiańskiego (zm. 1953)
- 1889 – Richard Réti, czeski szachista, teoretyk i kompozytor szachowy (zm. 1929)
- 1890:
  - Robert Gajda, polski duchowny katolicki, kompozytor, muzyk (zm. 1952)
  - Finn Lützow-Holm, norweski pionier lotnictwa, polarnik (zm. 1950)
- 1891:
  - Emil Chaberski, polski aktor, reżyser filmowy, tłumacz, pedagog (zm. 1967)
  - Pierre Jauréguy, francuski rugbysta (zm. 1931)
  - Arthur Loveridge, brytyjski biolog, herpetolog (zm. 1980)
- 1892:
  - Josef Dietrich, niemiecki generał pułkownik, zbrodniarz wojenny (zm. 1966)
  - Antoni Korcik, polski duchowny katolicki, filozof, historyk logiki (zm. 1969)
- 1893:
  - Izydor Kurzrok, polski neurolog, działacz społeczny (zm. 1955)
  - Donald MacLaren, kanadyjski pilot wojskowy, as myśliwski (zm. 1988)
  - Aleksander Petelewicz, polski major (zm. 1932)
  - Mina Witkojc, serbołużycka dziennikarka, pisarka (zm. 1975)
- 1894 – Emilian Piasecki, polski major piechoty (zm. 1940)
- 1895:
  - Władysław Drzewiecki, polski dyrygent, kompozytor, muzykolog, pedagog (zm. 1944)
  - Rudolph Minkowski, amerykański astronom, astrofizyk pochodzenia niemiecko-żydowskiego (zm. 1975)
  - Włodzimierz Mozołowski, polski kapitan rezerwy piechoty, biochemik (zm. 1975)
  - Bronisław Pieracki, polski pułkownik dyplomowany piechoty, legionista, polityk, poseł na Sejm RP, minister spraw wewnętrznych (zm. 1934)
- 1896 – Stefan Loth, polski piłkarz, trener (zm. 1936)
- 1897:
  - Camillo Berneri, włoski filozof, działacz anarchistyczny (zm. 1937)
  - Dai Li, chiński generał porucznik, funkcjonariusz służb specjalnych (zm. 1946)
- 1898:
  - Olga Niewska, polska rzeźbiarka (zm. 1943)
  - Marian Zdon, polski podpułkownik dyplomowany piechoty (zm. 1939)
- 1899:
  - Stanisław Bernatt, polski dziennikarz-marynista, regionalista, działacz społeczny (zm. 1979)
  - Clarence Crafoord, szwedzki chirurg (zm. 1984)
  - Irena Krzywicka, polski pisarka, publicystka, tłumaczka (zm. 1994)
  - Dick Lane, amerykański aktor, prezenter telewizyjny (zm. 1982)
  - Nikita Lebiedienko, radziecki generał porucznik (zm. 1956)
- 1900:
  - Stanisław Broniewski, polski dziennikarz i reżyser radiowy (zm. 1979)
  - Harry Haffner, niemiecki prawnik, sędzia, działacz nazistowski (zm. 1969)
  - Jan Włodarkiewicz, polski podpułkownik kawalerii (zm. 1942)
- 1901 – Ruth Weyher, niemiecka aktorka, producentka filmowa (zm. 1983)
- 1902:
  - Lucjan Adwentowicz, polski malarz (zm. 1937)
  - Rick Bockelie, norweski żeglarz sportowy (zm. 1966)
  - Stefan Cohn-Vossen, niemiecki matematyk pochodzenia żydowskiego (zm. 1936)
  - Thyge Petersen, duński bokser (zm. 1964)
- 1903 – Halina Imroth, polska architektka wnętrz, projektantka (zm. 1944)
- 1904:
  - Wincenty Pstrowski, polski górnik, przodownik pracy (zm. 1948)
  - Erich Temp, niemiecki funkcjonariusz partyjny, komisaryczny nadburmistrz Bydgoszczy (zm. 1945)
- 1905:
  - István Avar, węgiersko-rumuński piłkarz, trener (zm. 1977)
  - László Sternberg, węgierski piłkarz (zm. 1982)
- 1906 – Iwan Szeriengin, radziecki polityk (zm. 1964)
- 1907:
  - Władysław Midowicz, polski geograf, meteorolog, działacz turystyczny (zm. 1993)
  - Francesco Severi, włoski kierowca wyścigowy (zm. 1980)
  - Adam Szengut, polski aktor pochodzenia żydowskiego (zm. 1974)
- 1908 – Ian Fleming, brytyjski pisarz (zm. 1964)
- 1909 – Don Turnbull, australijski tenisista (zm. 1994)
- 1910:
  - Anker Meyer Andersen, duński kolarz torowy (zm. ?)
  - Marian Ruth Buczkowski, polski pisarz, tłumacz, publicysta (zm. 1989)
  - Janusz Antoni Czyżewski, polski inżynier, entomolog (zm. 1995)
  - Rachel Kempson, brytyjska aktorka (zm. 2003)
  - Guy Moll, francuski kierowca wyścigowy (zm. 1934)
  - T-Bone Walker, amerykański muzyk i wokalista bluesowy (zm. 1975)
- 1911:
  - Randolph Frederick Churchill, brytyjski dziennikarz, pisarz, polityk (zm. 1968)
  - Fritz Hochwälder, austriacki pisarz (zm. 1986)
  - Mosze Kol, izraelski polityk (zm. 1989)
- 1912:
  - John Payne, amerykański aktor (zm. 1989)
  - Patrick White, australijski pisarz, laureat Nagrody Nobla (zm. 1990)
  - Hans Julius Zassenhaus, niemiecki matematyk, wykładowca akademicki (zm. 1991)
- 1913 – Erwin Lawaty, polski pastor kościoła Adwentystów Dnia Siódmego (zm. 2008)
- 1915 – Feliks Baranowski, polski polityk, minister oświaty (zm. 1992)
- 1916 – Anna Jaraczówna, polska aktorka (zm. 1979)
- 1917:
  - Gerald Cash, bahamski prawnik, polityk, gubernator generalny (zm. 2003)
  - Papa John Creach(inne języki), amerykański skrzypek, członek zespołu Jefferson Airplane[4] (zm. 1994)
  - Kazimierz Paprocki, polski malarz, pedagog (zm. 2001)
  - Leonid Teliga, polski oficer piechoty, podróżnik, żeglarz, pisarz, tłumacz (zm. 1970)
- 1918 – David Rees, brytyjski matematyk (zm. 2013)
- 1920:
  - Yvonne Curtet, francuska lekkoatletka, skoczkini w dal (zm. 2025)
  - Richard T. Davies, amerykański polityk, dyplomata (zm. 2005)
  - Ljubomir Lovrić, jugosłowiański piłkarz, bramkarz, trener (zm. 1994)
  - Victor Turner, szkocki antropolog (zm. 1983)
- 1921:
  - Justynian (Chira), rumuński arcybiskup prawosławny (zm. 2016)
  - Tom Uren, australijski polityk (zm. 2015)
- 1922:
  - Lou Duva, amerykański trener i menedżer bokserski pochodzenia włoskiego (zm. 2017)
  - Agustín Gaínza, hiszpański piłkarz narodowości baskijskiej (zm. 1995)
  - Stellan Nilsson, szwedzki piłkarz (zm. 2003)
- 1923:
  - Jónas Árnason, islandzki pisarz (zm. 1998)
  - Gösta Gärdin, szwedzki pięcioboista nowoczesny (zm. 2015)
  - György Ligeti, węgierski kompozytor pochodzenia żydowskiego (zm. 2006)
  - Roger Queugnet, francuski kolarz torowy i szosowy (zm. 2020)
- 1924:
  - Geoffrey Rippon, brytyjski polityk (zm. 1997)
  - Jiří Šotola, czeski poeta, prozaik, dramaturg (zm. 1989)
- 1925:
  - Bülent Ecevit, turecki polityk, premier Turcji, poeta, tłumacz (zm. 2006)
  - Dietrich Fischer-Dieskau, niemiecki śpiewak operowy (baryton) (zm. 2012)
  - William Hook, brytyjski szachista (zm. 2010)
- 1926:
  - Paul Michael Boyle, amerykański duchowny katolicki, biskup Mandeville na Jamajce (zm. 2008)
  - Roger Machin, francuski sędzia piłkarski (zm. 2021)
  - Marvin Panch, amerykański kierowca wyścigowy (zm. 2015)
  - Ferdynand Maria Sycylijski, włoski arystokrata, książę Castro (zm. 2008)
- 1927:
  - Eddie Sachs, amerykański kierowca wyścigowy (zm. 1964)
  - Vasilijs Stepanovs, łotewski sztangista (zm. 2011)
- 1928:
  - Albert Booth, brytyjski polityk (zm. 2010)
  - Frederick Zugibe, amerykański lekarz (zm. 2013)
- 1929:
  - Marek Burnat, polski matematyk (zm. 2015)
  - Leszek Herdegen, polski aktor, pisarz (zm. 1980)
  - Ołeksandra Hrybowska, ukraińska historyk literatury polskiej (zm. 1984)
  - Doug McKay, kanadyjski hokeista (zm. 2020)
  - Janusz Wolniewicz, polski pisarz, reportażysta (zm. 2006)
- 1930:
  - Frank Drake, amerykański astronom, astrofizyk (zm. 2022)
  - Anatol (Kuzniecow), rosyjski biskup prawosławny
  - Vytautas Petkevičius, litewski pisarz, polityk (zm. 2008)
  - Edward Seaga, jamajski polityk, premier Jamajki (zm. 2019)
  - Jerzy Wicik, polski aktor teatru lalek (zm. 2013)
  - Jan Zieliński, polski ginekolog, onkolog (zm. 2009)
- 1931:
  - Carroll Baker, amerykańska aktorka pochodzenia polskiego
  - Jan Ebert, polski naukowiec
  - Agnieszka Katsuko Sasagawa, japońska zakonnica, wizjonerka (zm. 2024)
  - Gordon Willis, amerykański operator filmowy (zm. 2014)
- 1932:
  - Ejner Hovgaard Christiansen, duński polityk, eurodeputowany (zm. 2007)
  - Jan Szymański, polski oficer marynarki handlowej, działacz socjalistyczny, polityk, poseł na Sejm PRL (zm. 1998)
- 1933:
  - Lennart Back, szwedzki lekkoatleta, chodziarz (zm. 2022)
  - Jim Hogan, irlandzki lekkoatleta, maratończyk (zm. 2015)
  - Zelda Rubinstein, amerykańska aktorka (zm. 2010)
- 1934:
  - Francesco Monterisi, włoski kardynał
  - Bram van der Vlugt, holenderski aktor (zm. 2020)
  - Franciszek Wybrańczyk, polski muzyk, menedżer muzyczny (zm. 2006)
- 1935:
  - Wilhelm Kurtz, polski duchowny katolicki, arcybiskup Madang w Papui-Nowej Gwinei (zm. 2023)
  - Jan Przemsza-Zieliński, polski historyk (zm. 1999)
- 1936:
  - Vagn Bangsborg, duński kolarz szosowy
  - Jerzy Bartz, polski perkusista jazzowy
  - Maki Ishii, japoński kompozytor (zm. 2003)
  - Ewa Pronicka, polska lekarka pediatra
  - Oswaldo Taurisano, brazylijski piłkarz
- 1938:
  - Izabela Skrybant-Dziewiątkowska, polska wokalistka, członkini zespołu Tercet Egzotyczny (zm. 2019)
  - Jerry West, amerykański koszykarz, trener, działacz sportowy (zm. 2024)
  - Eppie Wietzes, kanadyjski kierowca wyścigowy (zm. 2020)
  - Andrzej Żabiński, polski socjolog, polityk, poseł na Sejm PRL (zm. 1988)
- 1939:
  - Maeve Binchy, irlandzka pisarka (zm. 2012)
  - Wojciech Karolak, polski muzyk, pianista i kompozytor jazzowy (zm. 2021)
  - Norbert Zbigniew Mędlewski, polski operator dźwięku (zm. 2011)
  - Tom Thabane, lesotyjski polityk, premier Lesotho
- 1940:
  - Karel Engel, czeski zapaśnik (zm. 2018)
  - Hiroshi Katayama, japoński piłkarz
  - Danuta Knysz-Tomaszewska, polska historyk literatury, edytorka, tłumaczka
  - Tom Petri, amerykański polityk
- 1941:
  - Ivica Brzić, serbski piłkarz (zm. 2014)
  - Fernando Sabogal Viana, kolumbijski duchowny katolicki, biskup pomocniczy Bogoty (zm. 2013)
  - Myrna Smith, amerykańska piosenkarka, autorka piosenek (zm. 2010)
- 1942:
  - Maria Braunstein, polska tłumaczka
  - Jesús García Burillo, hiszpański duchowny katolicki, biskup Ávili
  - Leif Nielsen, duński piłkarz, bramkarz, trener
  - Stanley Prusiner, amerykański biochemik, neurobiolog, laureat Nagrody Nobla
- 1943:
  - Andrzej Dorosz, polski ekonomista, bankowiec
  - Tony Mansfield, amerykański gitarzysta, członek zespołu The Dakotas(inne języki)[4]
  - Cecil Thiré, brazylijski aktor (zm. 2020)
- 1944:
  - Rudy Giuliani, amerykański prawnik, przedsiębiorca, polityk pochodzenia włoskiego
  - Gladys Knight, amerykańska piosenkarka[4]
  - Sondra Locke, amerykańska aktorka (zm. 2018)
  - Patricia Quinn, irlandzka aktorka
  - Billy Vera, amerykański aktor, piosenkarz
- 1945:
  - Patch Adams, amerykański lekarz, aktywista społeczny, aktor, klaun
  - John Fogerty, amerykański wokalista, gitarzysta i kompozytor, członek zespołu Creedence Clearwater Revival[4]
  - Ryszard Jurkowski, polski architekt, urbanista
  - Wiktor Skrzynecki, polski operator i reżyser filmowy
- 1946:
  - Danuta Hałaburda, polska siatkarka, trenerka
  - Roman Rutkowski, polski żeglarz sportowy, trener
  - Eddy Treijtel, holenderski piłkarz, bramkarz
- 1947:
  - Franghiz Ali-Zadeh, azerska pianistka, kompozytorka
  - Zahi Hawass, egipski archeolog, polityk
  - Erika Lechner, włoska saneczkarka
  - Walker Nickless, amerykański duchowny katolicki, biskup Sioux City
  - Leland Sklar, amerykański muzyk, kompozytor, wokalista, członek zespołu Toto
  - Andrew Soltis, amerykański szachista, dziennikarz, autor książek o tematyce szachowej
- 1948:
  - Bogdan Migacz, polski hokeista (zm. 1998)
  - Siergiej Olszanski, rosyjski piłkarz, trener
  - Bożena Sławiak, polska polityk, poseł na Sejm RP
  - Ryszard Twardowski, polski hokeista na trawie, bramkarz, trener, działacz sportowy
- 1949:
  - Steve King, amerykański polityk, kongresman
  - Wojciech Strzemżalski, polski aktor, reżyser i scenarzysta filmowy (zm. 1989)
  - Wendy O. Williams, amerykańska piosenkarka, autorka tekstów (zm. 1998)
  - Joanna Wnuk-Nazarowa, polska dyrygentka, polityk, minister kultury i sztuki
- 1950:
  - Eva Putnová, czeska lekkoatletka, sprinterka
  - Jacek Weksler, polski filolog, reżyser teatralny, menedżer, polityk, wiceminister kultury i sztuki
- 1951:
  - Gordon Bressack, amerykański scenarzysta filmów animowanych (zm. 2019)
  - Daniel Dolan, amerykański duchowny sedewakantystyczny, biskup (zm. 2022)
  - Janusz Grenda, polski aktor
  - Velimir Ilić, serbski polityk
  - Jerzy Urbanowicz, polski matematyk, kryptolog (zm. 2012)
- 1952:
  - Robert Andre, polski artysta fotograf
  - Mahmud Dżibril, libijski polityk, premier rządu tymczasowego Libii (zm. 2020)
  - Zbigniew Hałatek, polski operator filmowy (zm. 2023)
  - Maria Robaszkiewicz, polska aktorka
- 1953:
  - Bogdan Kowalewski, polski basista, członek zespołu Maanam
  - Ján Orosch, słowacki duchowny katolicki, arcybiskup trnawski
- 1954:
  - Paul-André Durocher, kanadyjski duchowny katolicki, arcybiskup Gatineau
  - João Carlos de Oliveira, brazylijski lekkoatleta, trójskoczek (zm. 1999)
  - Agustín Reche, hiszpański malarz
- 1955:
  - Tadeusz Tomasik, polski samorządowiec, burmistrz Przysuchy
  - Krystyna Zając, polska lekkoatletka, biegaczka
- 1956:
  - Lesław Hostyński, polski filozof, etyk
  - Markus Höttinger, austriacki kierowca wyścigowy (zm. 1980)
  - Bożena Kozłowska, polska położna, polityk, poseł na Sejm RP
  - Michael Musyoki, kenijski lekkoatleta, długodystansowiec
- 1957:
  - Leah Ayres, amerykańska aktorka
  - Véronique Brouquier, francuska florecistka
  - Karin Hänel, niemiecka lekkoatletka, skoczkini w dal
  - Klaus Lindenberger, austriacki piłkarz, bramkarz
  - Frank Schätzing, niemiecki pisarz
- 1958:
  - Bert Koenders, holenderski politolog, polityk, dyplomata
  - Louis Mustillo, amerykański aktor
  - Giuseppe Sala, włoski menedżer, samorządowiec, burmistrz Mediolanu
  - František Straka, czeski piłkarz, trener
  - Juhana Vartiainen, fiński ekonomista, politolog, polityk, burmistrz Helsinek
- 1959:
  - Małgorzata Malicka, polska dziennikarka, poetka, pisarka
  - Bernardo Rezende, brazylijski siatkarz, trener
  - Steve Strange, brytyjski wokalista, członek zespołu Visage (zm. 2015)
  - Eric Verdonk, nowozelandzki wioślarz (zm. 2020)
  - Meg Wolitzer, amerykańska pisarka
  - Carlos Zorrinho, portugalski polityk
- 1960:
  - Aleś Arkusz, białoruski poeta, prozaik, eseista, krytyk literacki, autor tekstów piosenek, tłumacz
  - Takashi Mizunuma, japoński piłkarz
  - Scott Rigell, amerykański polityk
  - Mark Sanford, amerykański polityk, kongresman, gubernator Karoliny Południowej
- 1961:
  - Steve Clifford, amerykański trener koszykówki
  - Włodzimierz Fisiak, polski samorządowiec, marszałek województwa łódzkiego
  - Frank Jensen, duński polityk
  - Richard A. Knaak, amerykański chemik, pisarz fantasy
  - Elisabeth Ohlson Wallin, szwedzka fotografka, artystka wizualna (zm. 2024)
- 1962:
  - Audrius Endzinas, litewski przedsiębiorca, polityk
  - Zofia Grabczan, polska polityk, poseł na Sejm RP
  - Jerzy Pal, polski aktor
  - Andriej Panin, rosyjski aktor (zm. 2013)
  - James Michael Tyler, amerykański aktor (zm. 2021)
- 1963:
  - Gavin Harrison, brytyjski perkusista, członek zespołów: Porcupine Tree i King Crimson
  - Zemfira Meftəhəddinova, azerska strzelczyni sportowa
- 1964:
  - Armen Gilliam, amerykański koszykarz (zm. 2011)
  - Piotr Linek, polski poeta, publicysta
  - Christa Miller, amerykańska aktorka
- 1965:
  - Zbigniew Bryjak, polski hokeista, trener
  - Mary Coughlan, irlandzka polityk
  - Torbjörn Kornbakk, szwedzki zapaśnik
  - Marek Staniek, polski samorządowiec, burmistrz Iwanisk
- 1966:
  - Miljenko Jergović, bośniacki pisarz, publicysta
  - Giulia Melucci, amerykańska pisarka
  - Iwan Szapowałow, rosyjski producent muzyczny
  - Sibylle Tafel, niemiecka reżyserka i scenarzystka filmowa
  - Jessica Tan, singapurska polityczka
- 1967:
  - Sunday Adelaja, nigeryjski pastor
  - Tania Evans, brytyjska piosenkarka pochodzenia jamajskiego
  - Emma Kennedy, brytyjska pisarka, aktorka, prezenterka telewizyjna
  - Krzysztof Lisek, polski polityk, poseł na Sejm RP i eurodeputowany
  - Marie Persson, szwedzka curlerka
  - Glen Rice, amerykański koszykarz
  - Wojciech Wiśniowski, polski samorządowiec, starosta sławieński
- 1968:
  - Marcin Bronikowski, polski śpiewak operowy (baryton) (zm. 2024)
  - Jesús Mena, meksykański skoczek do wody
  - Kylie Minogue, australijska piosenkarka, kompozytorka, autorka tekstów, aktorka
  - Artur Pieniążek, polski szachista
- 1969:
  - Muriel Barbery, francuska pisarka
  - Valérie Barlois, francuska szpadzistka
  - Józef Kapustka, polski pianista
  - Justin Kirk, amerykański aktor
  - Jaromir Radke, polski łyżwiarz szybki
  - Natalja Zasulska, rosyjska koszykarka
- 1970:
  - Andreas Crap, niemiecki gitarzysta, członek zespołu Oomph!
  - Babak Rafati, niemiecki sędzia piłkarski pochodzenia irańskiego
  - Sami Sirviö, szwedzki gitarzysta, członek zespołu Kent pochodzenia fińskiego
- 1971:
  - Arsen Awakow, tadżycki piłkarz
  - Isabelle Carré, francuska aktorka
  - Swietłana Gonczarienko, rosyjska lekkoatletka, sprinterka
  - Jekatierina Gordiejewa, rosyjska łyżwiarka figurowa
  - Pawło Haj-Nyżnyk, ukraiński historyk
  - Hwang Chang-ho, południowokoreański zapaśnik
  - Tomas Ramelis, litewski piłkarz
  - Marco Rubio, amerykański polityk, senator pochodzenia kubańskiego
  - Belinda Stowell, australijska żeglarka sportowa
  - Marek Vadas, słowacki pisarz
- 1972:
  - Kate Ashfield, brytyjska aktorka
  - Michael Boogerd, holenderski kolarz szosowy
  - Miguel Cardoso, portugalski trener piłkarski
  - Wojciech Dąbrowski, polski menedżer, samorządowiec, polityk, wojewoda mazowiecki
  - Andrzej Deskur, polski aktor
  - Doriva, brazylijski piłkarz
  - Goran Klemenčič, słoweński prawnik, polityk
  - Antal Kovács, węgierski judoka
  - Chiara Mastroianni, francusko-włoska aktorka
  - Dawid Musulbies, rosyjski i słowacki zapaśnik pochodzenia osetyjskiego
  - Ołeksandr Położynski, ukraiński wokalista, lider zespołu Tartak
  - Andrea Strnadová, czeska tenisistka
  - Marcin Szczygielski, polski pisarz, dziennikarz, grafik
  - Joanna Wowrzeczka, polska malarka, socjolog sztuki, wykładowczyni akademicka
- 1973:
  - Ołeksandr Łochmanczuk, ukraińsko-austriacki koszykarz, trener
  - Ofir Akunis, izraelski dziennikarz, polityk
  - As-Sa’adi al-Kaddafi, libijski piłkarz, działacz sportowy
  - Udo Lehmann, niemiecki bobsleista
  - Lionel Letizi, francuski piłkarz
  - Marija Mironowa, rosyjska aktorka
- 1974:
  - Hans-Jörg Butt, niemiecki piłkarz, bramkarz
  - Romain Duris, francuski aktor, muzyk
  - Monika Jarosińska, polska aktorka
- 1975:
  - Natale Monopoli, włoski siatkarz
  - Iwona Petry, polska aktorka niezawodowa, fotomodelka, pisarka
- 1976:
  - Angela Daigle, amerykańska lekkoatletka, sprinterka
  - Christoph Eugen, austriacki kombinator norweski
  - Paolo Montagna, sanmaryński piłkarz
  - Krisse Salminen, fińska prezenterka telewizyjna
  - Diana Žiliūtė, litewska kolarka szosowa
- 1977:
  - Brian Friedman, amerykański tancerz, choreograf
  - Ernest Skelton, samoański rugbysta, trener
- 1978:
  - Sebastian Aulich, polski judoka
  - Ferréol Cannard, francuski biathlonista
  - Jake Johnson, amerykański aktor, komik
  - Aleksiej Krupniakow, rosyjski i kirgiski zapaśnik
  - Mario Palmisano, włoski wioślarz
  - Wojciech Zydroń, polski piłkarz ręczny
- 1979:
  - Jesse Bradford, amerykański aktor
  - Jewgienij Czigiszew, rosyjski sztangista
  - Monica Keena, amerykańska aktorka
  - Sebastian Köber, niemiecki bokser
  - Michał Piróg, polski tancerz, choreograf, prezenter, reporter
- 1980:
  - Mickaël Bourgain, francuski kolarz torowy
  - Mark Feehily, irlandzki piosenkarz
  - Roxana Han, rumuńska piłkarka ręczna
  - Maimuna, białoruska skrzypaczka
  - Michał Malitowski, polski tancerz, trener
- 1981:
  - Adam Green, amerykański piosenkarz
  - Rafał Kwietniewski, polski aktor
  - Agata Mańczyńska, polska piłkarka
  - Janne Schäfer, niemiecka pływaczka
  - Gábor Talmácsi, węgierski motocyklista wyścigowy
- 1982:
  - Oczirbatyn Burmaa, mongolska zapaśniczka
  - Alexa Davalos, amerykańska aktorka pochodzenia francuskiego
  - Iwona Matkowska, polska zapaśniczka
  - Witold Tabaka, polski dziennikarz
- 1983:
  - Jernej Damjan, słoweński skoczek narciarski
  - Megalyn Echikunwoke, amerykańska aktorka
  - Marco Estrada, chilijski piłkarz
  - Patrycja Mikula, amerykańska fotomodelka pochodzenia polskiego
  - Laura Stainytė, litewska motorowodniaczka
- 1984:
  - Beth Allen, nowozelandzka aktorka
  - Yulián Anchico, kolumbijski piłkarz
  - Zsolt Hirling, węgierski wioślarz
  - Annelie van Wyk, południowoafrykańska lekkoatletka, tyczkarka
- 1985:
  - Colbie Caillat, amerykańska piosenkarka
  - Alicia Gladden, amerykańska koszykarka (zm. 2013)
  - Carey Mulligan, brytyjska aktorka
  - Ejike Ugboaja, nigeryjski koszykarz
  - Agnieszka Wajs, polska aktorka
- 1986:
  - Sami Allagui, tunezyjski piłkarz
  - Barbara Bawoł, polska siatkarka
  - Eline Berings, belgijska lekkoatletka, płotkarka
  - Choi Yun-hee, koreańska lekkoatletka, tyczkarka
  - Joseph Cross, amerykański aktor
  - Bryant Dunston, amerykański koszykarz
  - Petteri Wirtanen, fiński hokeista
- 1987:
  - Alissa Johnson, amerykańska skoczkini narciarska
  - Yoann Kowal, francuski lekkoatleta, średnio- i długodystansowiec
  - Markus Malin, fiński snowboardzista
- 1988:
  - Justin Bour, amerykański baseballista
  - Krystian Dziubiński, polski hokeista
  - Craig Kimbrel, amerykański baseballista
  - Meisa Kuroki, japońska aktorka, modelka, piosenkarka
  - David Perron, kanadyjski hokeista
- 1989:
  - Stefan Balmazović, serbski koszykarz
  - Jenna Hagglund, amerykańska siatkarka
  - Michał Kądzioła, polski siatkarz plażowy
  - Ułan Konysbajew, kazachski piłkarz
  - Aleksiej Niegodajło, rosyjski bobsleista
  - Sébastien Reichenbach, szwajcarski kolarz szosowy
- 1990:
  - Nathan Carter, brytyjsko-irlandzki piosenkarz country
  - Jessie Daams, belgijska kolarka szosowa i torowa
  - Yonathan Del Valle, wenezuelski piłkarz
  - Rohan Dennis, australijski kolarz szosowy i torowy
  - Miloš Kosanović, serbski piłkarz
  - Hamza Lahmar, tunezyjski piłkarz
  - Krzysztof Łyżwa, polski piłkarz ręczny
  - Shanice Marcelle, kanadyjska siatkarka
  - Jamina Roberts, szwedzka piłkarka ręczna
  - Kyle Walker, angielski piłkarz
  - Riquna Williams, amerykańska koszykarka
- 1991:
  - Magda Cazanga, angolska piłkarka ręczna
  - Ji Dong-won, południowokoreański piłkarz
  - Alexandre Lacazette, francuski piłkarz pochodzenia gwadelupskiego
  - Danielle Lao, amerykańska tenisistka
  - Tara Peterson, amerykańska curlerka
  - Jamie Prebble, nowozelandzki narciarz dowolny
- 1992:
  - Jekatierina Akiłowa, kazachska siatkarka
  - Tom Carroll, angielski piłkarz
  - Gaku Shibasaki, japoński piłkarz
  - Henri Treial, estoński siatkarz
- 1993:
  - Kamil Adamczewski, polski żużlowiec
  - Jakub Bąk, polski piłkarz
  - Andrija Bojić, serbski koszykarz
  - Wojciech Marusarz, polski kombinator norweski
  - David Ramírez, kostarykański piłkarz
- 1994:
  - Víctor Camarasa, hiszpański piłkarz
  - Cho Seong-jin, południowokoreański pianista
  - Marie Gülich, niemiecka koszykarka
  - Gina López, peruwiańska siatkarka
  - Makoto Ninomiya, japońska tenisistka
  - John Stones, angielski piłkarz
- 1995:
  - Héctor Carretero, hiszpański kolarz szosowy
  - Keanu Pinder, australijski koszykarz
  - Leticia Romero, hiszpańska koszykarka
  - Cecil Williams, amerykański koszykarz
- 1996:
  - Carlotta Cambi, włoska siatkarka
  - Eldar Ćivić, bośniacki piłkarz
  - Victoria Hudson, austriacka lekkoatletka, oszczepniczka
  - Uładzisłau Kulesz, białoruski piłkarz ręczny
  - Mathias Normann, norweski piłkarz
- 1997:
  - Janis Ndiba, holenderska koszykarka
  - Ionuț Radu, rumuński piłkarz, bramkarz
  - Jacob Rasmussen, duński piłkarz
- 1998:
  - Kim Da-hyun, południowokoreańska wokalistka, raperka, członkini zespołu Twice
  - De’Anthony Melton, amerykański koszykarz
- 1999:
  - Cameron Boyce, amerykański aktor, tancerz, model (zm. 2019)
  - Jodie Burrage, brytyjska tenisistka
  - Jarosław Deda, ukraiński piłkarz
  - Mari Leinan Lund, norweska skoczkini narciarska, kombinatorka norweska
  - Karolina Łozowska, polska lekkoatletka, sprinterka
- 2000:
  - Phil Foden, angielski piłkarz
  - Taylor Ruck, kanadyjska pływaczka
  - Olga Trzeciak, polska koszykarka
  - Niek van der Velden, holenderski snowboardzista
- 2001:
  - Jacob Ramsey, angielski piłkarz
  - Izabela Vidovic, amerykańska aktorka pochodzenia bośniackiego
- 2002:
  - Melayro Bogarde, holenderski piłkarz pochodzenia surinamskiego
  - Gianluca Busio, amerykański piłkarz pochodzenia włoskiego
  - Roksana Jędraszak, polska lekkoatletka, skoczkini w dal
  - Ian Lawrence, kostarykański piłkarz
  - Michaił Purtow, rosyjski skoczek narciarski
  - Malik Tillman, amerykański piłkarz pochodzenia niemieckiego
  - Natalia Zastępa, polska piosenkarka, kompozytorka, autorka tekstów
- 2003 – Valdemar Lund Jensen, duński piłkarz
- 2004:
  - Adama Bojang, gambijski piłkarz
  - Thomas Gillier, chilijski piłkarz, bramkarz pochodzenia francuskiego
  - Karina Safina, rosyjsko-gruzińska łyżwiarka figurowa
  - Zhang Jiaqi, chińska skoczkini do wody

## Zmarli
- 576 – German, biskup Paryża, święty (ur. 496)
- 812 – Wilhelm z Akwitanii, francuski mnich, święty (ur. ok. 745)
- 1089 – Lanfrank z Bec, włoski duchowny katolicki, benedyktyn, arcybiskup Canterbury, filozof, teolog (ur. ok. 1010)
- 1141 – Aymeric de la Chatre, francuski kardynał (ur. ?)
- 1172 – Vitale II Michiel, doża Wenecji (ur. ?)
- 1295 – Barnim II, książę szczeciński i pomorski (ur. 1275)
- 1357 – Alfons IV, król Portugalii (ur. 1291)
- 1423 – (między lutym a tym dniem) Wacław, książę oławski (ur. ok. 1400)
- 1451 – Herkulan z Piegaro, włoski franciszkanin, błogosławiony (ur. 1390)
- 1489 – Geronty, rosyjski duchowny prawosławny, metropolita moskiewski (ur. ?)
- 1509 – Katarzyna Sforza, włoska arystokratka (ur. 1463)
- 1518 – Nikolaus Schwichtenberg, niemiecki bibliofil, bibliotekarz (ur. ok. 1435)
- 1549 – Aleksander Nowogrodzki, koniuszy dworski, marszałek hospodarski, starosta puński, brzeski i knyszyński, wojewoda nowogródzki (ur. 1457)
- 1552 – Marcello Crescenzi, włoski kardynał (ur. 1500)
- 1565 – (lub 29 maja) Mikołaj Radziwiłł Czarny, marszałek wielki litewski, kanclerz wielki litewski, wojewoda wileński (ur. 1515)
- 1575 – Zofia Jagiellonka, królewna polska, księżniczka litewska, księżna brunszwicka (ur. 1522)
- 1650 – Agnieszka, landgrafianka Hesji-Kassel, księżna Anhalt-Dessau (ur. 1606)
- 1662 – Robert Douglas, szwedzki arystokrata, feldmarszałek pochodzenia szkockiego (ur. 1611)
- 1672:
  - Edward Montagu, angielski admirał (ur. 1625)
  - John Trevor, angielski polityk (ur. 1626)
- 1673 – Joan Blaeu, holenderski kartograf (ur. 1596)
- 1736 – Stefan Kazimierz Humiecki, polski szlachcic, pułkownik, polityk (ur. ?)
- 1739 – James Anderson, brytyjski pastor prezbiteriański, wolnomularz (ur. ok. 1680)
- 1750 – Sakuramachi, cesarz Japonii (ur. 1720)
- 1753 – Maria do Céu, portugalska poetka, pisarka, dramaturg (ur. 1658)
- 1767 – Maria Józefa Antonina Wittelsbach, cesarzowa księżniczka bawarska, rzymsko-niemiecka (ur. 1739)
- 1768 – Józef Rojewski, polski polityk, marszałek lubelski konfederacji barskiej (ur. ok. 1735)
- 1787 – Leopold Mozart, austriacki kapelmistrz, kompozytor, ojciec Wolfganga Amadeusa (ur. 1719)
- 1793 – Aleksander Michał Sapieha, wojewoda połocki, hetman polny litewski, kanclerz wielki litewski, marszałek konfederacji targowickiej na Litwie, podskarbi nadworny litewski (ur. 1730)
- 1805:
  - Luigi Boccherini, włoski kompozytor, wiolonczelista (ur. 1743)
  - Augusta Sachsen-Gotha-Altenburg, księżniczka Saksonii-Gotha-Altenburg, księżna Schwarzburg-Rudolstadt (ur. 1752)
- 1810 – Elżbieta Grabowska, polska szlachcianka (ur. 1748/49)
- 1811 – Henry Dundas, szkocki arystokrata, polityk (ur. 1742)
- 1813 – Józefa Ostrowska, polska szlachcianka (ur. 1789)
- 1816 – Nikołaj Sałtykow, rosyjski generał-feldmarszałek, polityk (ur. 1736)
- 1818 – Franz Maria von Thugut, austriacki dyplomata, polityk (ur. 1736)
- 1828 – Christian Ernst Wünsch, niemiecki matematyk, fizyk (ur. 1744)
- 1836 – Antonín Rejcha, czeski kompozytor (ur. 1770)
- 1843 – Noah Webster, amerykański leksykograf, autor podręczników, reformator ortografii (ur. 1758)
- 1846 – Franciszek Ksawery Drucki-Lubecki, polski szlachcic, polityk (ur. 1779)
- 1849 – Anne Brontë, brytyjska pisarka, poetka (ur. 1820)
- 1852 – Eugène Burnouf, francuski orientalista (ur. 1801)
- 1853 – Franciszek Makólski, polski nauczyciel, badacz meteorytów (ur. ok. 1790)
- 1859 – Paweł Hạnh, wietnamski męczennik, święty (ur. 1826/27)
- 1862 – Lew Mej, rosyjski poeta, prozaik, dramaturg (ur. 1822)
- 1864:
  - Simion Bărnuțiu, rumuński historyk, filozof, prawnik, polityk (ur. 1808)
  - Jean Reboul, francuski poeta (ur. 1796)
- 1865 – Eduard Heinrich Flottwell, pruski polityk (ur. 1786)
- 1869 – Ernst Wilhelm Hengstenberg, niemiecki teolog luterański, działacz kościelny (ur. 1802)
- 1871 – Eugène Varlin, francuski socjalista, jeden z przywódców Komuny Paryskiej (ur. 1839)
- 1872 – Zofia Wittelsbach, księżniczka bawarska, arcyksiężna austriacka (ur. 1805)
- 1878 – John Russell, brytyjski arystokrata, polityk, premier Wielkiej Brytanii (ur. 1792)
- 1883 – Karol August Freyer, polski kompozytor, organista, pedagog pochodzenia niemieckiego (ur. 1801)
- 1885 – Johanne Philippine Nathusius, niemiecka malarka, działaczka charytatywna (ur. 1828)
- 1886 – Friedrich Michelis, niemiecki filozof, teolog (ur. 1815)
- 1902 – Adolf Kussmaul, niemiecki lekarz, wykładowca akademicki (ur. 1822)
- 1904:
  - Kopiący Niedźwiedź, indiański wojownik, mistyk, szaman z plemienia Dakotów (ur. 1846)
  - Józef Teksel, polski aktor, śpiewak, przedsiębiorca teatralny (ur. 1839)
- 1909 – Désiré-Magloire Bourneville, francuski neurolog (ur. 1840)
- 1910:
  - Kálmán Mikszáth, węgierski pisarz, polityk, dziennikarz (ur. 1847)
  - Emil Zuckerkandl, austriacki anatom, chirurg pochodzenia żydowskiego (ur. 1849)
- 1912 – Paul-Émile Lecoq de Boisbaudran, francuski chemik (ur. 1836)
- 1913 – Bruno Götze, niemiecki kolarz torowy i szosowy (ur. 1862)
- 1914 – Adolf Sonnenfeld, polski skrzypek, dyrygent, kompozytor pochodzenia żydowskiego (ur. 1837)
- 1916 – Iwan Franko, ukraiński prozaik, poeta, tłumacz, slawista, działacz społeczny i polityczny (ur. 1856)
- 1917 – Karol Mátyás, polski etnograf, folklorysta (ur. 1866)
- 1919:
  - Friedrich Sigmund Merkel, niemiecki anatom, patolog (ur. 1845)
  - Hermann von Spaun, austro-węgierski admirał (ur. 1833)
- 1922:
  - John Munroe Longyear, amerykański przedsiębiorca (ur. 1850)
  - Carl Teike, niemiecki kompozytor marszów wojskowych (ur. 1864)
- 1923 – Charles Lewis, walijski rugbysta, sędzia i działacz sportowy, samorządowiec (ur. 1853)
- 1925 – João Chagas, portugalski dyplomata, polityk, premier Portugalii (ur. 1863)
- 1928 – Walenty Barczewski, polski duchowny katolicki, działacz narodowy na Warmii, historyk, pisarz, folklorysta, redaktor, wydawca (ur. 1856)
- 1930:
  - Theodorus Colenbrander, holenderski ceramik, projektant tkanin (ur. 1841)
  - Louis-Henri Luçon, francuski duchowny katolicki, arcybiskup Reims, kardynał (ur. 1842)
- 1932 – Jacqueline Marval, francuska malarka (ur. 1866)
- 1933 – Marga von Etzdorf, niemiecka pilotka (ur. 1907)
- 1936:
  - Karol Firich, polski komandor porucznik, inżynier (ur. 1884)
  - Karl Litzmann, niemiecki generał, polityk nazistowski (ur. 1850)
- 1937 – Alfred Adler, austriacki psychiatra, psycholog, pedagog (ur. 1870)
- 1940:
  - Walter Connolly, amerykański aktor (ur. 1887)
  - Władysław Demski, polski duchowny katolicki, męczennik, błogosławiony (ur. 1884)
  - Fryderyk Karol Heski, niemiecki arystokrata, król-elekt Finlandii (ur. 1868)
- 1941:
  - Antoni Julian Nowowiejski, polski duchowny katolicki, biskup płocki, arcybiskup ad personam, błogosławiony (ur. 1858)
  - Theodor Siebs, niemiecki etnograf, germanista, wykładowca akademicki (ur. 1862)
- 1942:
  - Eugeniusz Babraj, polski kapitan piechoty, żołnierz ZWZ (ur. 1896)
  - Józef Balcerzak, polski działacz robotniczy (ur. 1903)
  - Michał Beksiak, polski ekonomista, urzędnik, samorządowiec, burmistrz Koła (ur. 1901)
  - Bronisław Gajewski, polski działacz komunistyczny (ur. 1904)
  - John Goodall, angielski krykiecista, piłkarz (ur. 1863)
  - Władysław Karaś, polski kapitan administracji, wywiadu wojskowego, strzelec sportowy (ur. 1893)
  - Franciszek Kwieciński, polski działacz polityczny, publicysta (ur. 1884)
  - Motel Łokieć, polski krawiec, działacz komunistyczny i związkowy pochodzenia żydowskiego (ur. 1897)
  - Leon Fortunat Pękosławski, polski neurolog, orientalista, podróżnik, malarz (ur. 1868)
  - Andrzej Prymon, polski major intendent (ur. 1889)
  - Władysław Surmacki, polski inżynier, geodeta, wykładowca akademicki, podpułkownik artylerii, szef Sztabu Głównego Tajnej Armii Polskiej, współzałożyciel konspiracyjnej organizacji Związek Organizacji Wojskowej w Auschwitz-Birkenau (ur. 1888)
  - Józef Walicki, polski rotmistrz (ur. 1903)
- 1943:
  - Vaughn De Leath, amerykańska piosenkarka (ur. 1894)
  - Jan Aleksander Rogowski, polski kapral pilot (ur. 1920)
  - Kazimierz Warchałowski, polski działacz polonijny, publicysta (ur. 1872)
- 1944 – Maria Józefa Wettyn, księżniczka saska, arcyksiężna austriacka (ur. 1867)
- 1945:
  - Władysław Filipiak, polski saper (ur. 1898)
  - Franciszek Walczak, polski milicjant (ur. 1923)
- 1946:
  - Otto Moll, niemiecki funkcjonariusz nazistowski, zbrodniarz wojenny (ur. 1915)
  - Claus Schilling, niemiecki lekarz (ur. 1871)
- 1947:
  - August Eigruber, austriacki funkcjonariusz nazistowski, zbrodniarz wojenny (ur. 1907)
  - Viktor Zoller, niemiecki funkcjonariusz nazistowski, zbrodniarz wojenny (ur. 1912)
- 1948 – Unity Mitford, brytyjska arystokratka, faszystka (ur. 1914)
- 1951:
  - Sherman Chauncey Bishop, amerykański arachnolog, herpetolog, wykładowca akademicki (ur. 1887)
  - Ilmari Niemeläinen, fiński skoczek do wody, pływak, architekt (ur. 1910)
- 1952 – Beniamin (Taušanović), serbski biskup prawosławny (ur. 1884)
- 1955 – Karola Uniechowska, polska lekarka, ochotniczka w Pomocniczej Służbie Kobiet (ur. 1904)
- 1956 – Janina Madziarówna, polska aktorka, piosenkarka (ur. 1895)
- 1957 – Zdzisław Gedliczka, polski malarz, grafik, projektant witraży (ur. 1888)
- 1959 – Jan Stepa, polski duchowny katolicki, biskup tarnowski (ur. 1892)
- 1960:
  - Hans Paschen, niemiecki żeglarz sportowy (ur. 1896)
  - Nic Waal, norweska psychiatra (ur. 1905)
- 1962 – Kazimiera Alberti, polska pisarka, poetka, tłumaczka (ur. 1898)
- 1963:
  - Allan Franck, fiński żeglarz sportowy (ur. 1888)
  - Wissarion Szebalin, rosyjski kompozytor, pedagog (ur. 1902)
- 1965 – Władysław Ludwik Evert, polski prozaik, poeta, dziennikarz (ur. 1890)
- 1966:
  - Harry Haraldsen, norweski łyżwiarz szybki, kolarz torowy (ur. 1911)
  - Helena Krzemieniewska, polska mikrobiolog, botanik (ur. 1878)
- 1967:
  - Bohdan Pawłowicz, polski instruktor harcerski, marynarz, dziennikarz, pisarz, działacz polonijny (ur. 1899)
  - Henryk Policht, polski malarz, pedagog (ur. 1888)
- 1968:
  - Kees van Dongen, francuski malarz, ilustrator pochodzenia holenderskiego (ur. 1877)
  - Thorsten Grönfors, szwedzki tenisista, żeglarz sportowy (ur. 1888)
  - Fiodor Ochłopkow, radziecki snajper (ur. 1908)
- 1970:
  - Iuliu Hossu, rumuński duchowny obrządku bizantyjsko-rumuńskiego, biskup Cluj-Gherla, kardynał in pectore, błogosławiony (ur. 1885)
  - Georgi Najdenow, bułgarski piłkarz, bramkarz (ur. 1931)
  - Trajko Rajković, serbski koszykarz (ur. 1937)
- 1971:
  - Audie Murphy, amerykański żołnierz, aktor (ur. 1925)
  - Bronisław Schönborn, polski rysownik, grafik (ur. 1909)
  - Jean Vilar, francuski aktor, reżyser teatralny (ur. 1912)
  - Antoni (Warżanski), rosyjski biskup prawosławny (ur. 1890)
- 1972:
  - Helena Gajewska, polska histolog, wykładowczyni akademicka (ur. 1888)
  - Józef Gielniak, polski grafik (ur. 1932)
  - Edward VIII Windsor, król Wielkiej Brytanii i cesarz Indii (ur. 1894)
- 1974:
  - Adam Bochnak, polski historyk sztuki (ur. 1899)
  - Gábor Sztehlo, węgierski pastor luterański, Sprawiedliwy wśród Narodów Świata (ur. 1909)
  - Hans Georg Wunderlich, niemiecki geolog (ur. 1928)
- 1975 – Kazimierz Vincenz, polski inżynier górnik, działacz emigracyjny (ur. 1901)
- 1976 – Stanisław Skowron, polski biolog, embriolog (ur. 1900)
- 1978 – Arthur Brough, brytyjski aktor, producent teatralny (ur. 1905)
- 1979:
  - Fadil Kokomani, albański dziennikarz, więzień polityczny (ur. 1933)
  - Vangjel Lezho, albański dziennikarz, więzień polityczny (ur. 1932)
- 1980:
  - Eugeniusz Lotar, polski aktor (ur. 1912)
  - Rolf Nevanlinna, fiński matematyk (ur. 1895)
- 1981:
  - Mary Lou Williams, amerykańska kompozytorka, aranżerka i pianistka jazzowa (ur. 1910)
  - Stefan Wyszyński, polski duchowny katolicki, biskup lubelski, arcybiskup metropolita gnieźnieński i warszawski, prymas Polski, kardynał, Sługa Boży (ur. 1901)
- 1982:
  - Boris Czirkow, radziecki aktor (ur. 1901)
  - Alexander Hurd, kanadyjski łyżwiarz szybki (ur. 1910)
  - Gustaw Pilecki, polski malarz, konserwator (ur. 1892)
- 1984 – Walter Prager, szwajcarski narciarz alpejski (ur. 1910)
- 1985 – Olle Rinman, szwedzki żeglarz sportowy (ur. 1908)
- 1986 – Włodzimierz Żelawski, polski fizjolog roślin drzewiastych (ur. 1927)
- 1987 – Albert Ruimschotel, holenderski piłkarz wodny (ur. 1922)
- 1989:
  - Eugeniusz Chrobak, polski wspinacz, publicysta (ur. 1939)
  - Helena Cygańska-Walicka, polska malarka (ur. 1913)
  - Juan Estrada, argentyński piłkarz, bramkarz (ur. 1912)
- 1990:
  - Jan Janikowski, polski kompozytor, pianista, aranżer (ur. 1926)
  - Hussein Onn, malezyjski polityk, premier Malezji (ur. 1922)
  - Taiichi Ōno, japoński menedżer, inżynier (ur. 1912)
  - Bill Williams, amerykański projektant gier komputerowych (ur. 1960)
- 1991:
  - Konrad Nałęcki, polski reżyser filmowy (ur. 1919)
  - Walter Steinbauer, niemiecki bobsleista (ur. 1945)
- 1993 – Ugo Locatelli, włoski piłkarz (ur. 1916)
- 1995:
  - Gunnar Huseby, islandzki lekkoatleta, kulomiot i dyskobol (ur. 1923)
  - Henning Kronstam, duński baletmistrz (ur. 1934)
- 1996 – George Kojac, amerykański pływak (ur. 1910)
- 1997:
  - Erich Sojka, czeski pisarz, tłumacz literatury polskiej (ur. 1922)
  - Sung Nak-woon, południowokoreański piłkarz (ur. 1926)
- 1998:
  - Phil Hartman, amerykański aktor, komik pochodzenia kanadyjskiego (ur. 1948)
  - Giovanni Valetti, włoski kolarz szosowy (ur. 1913)
  - Bill Williams, amerykański programista i projektant gier komputerowych (ur. 1960)
- 1999:
  - Henry Carlsson, szwedzki piłkarz, trener (ur. 1917)
  - Jan Lebenstein, polski malarz, grafik (ur. 1930)
  - Maciej Wirowski, polski chemik, polityk, minister przemysłu chemicznego, dyplomata (ur. 1929)
- 2000:
  - George Bell, amerykański fizyk, biolog, wspinacz (ur. 1926)
  - Ihor Biłozir, ukraiński wokalista, kompozytor, członek zespołu Watra (ur. 1955)
  - Wanda Jostowa, polska etnolog, muzealnik, nauczycielka (ur. 1906)
  - Jolanta Malinowska, polska historyk (ur. 1971)
  - Vincentas Sladkevičius, litewski duchowny katolicki, arcybiskup Kowna, kardynał (ur. 1920)
- 2001:
  - Tony Ashton, brytyjski muzyk, wokalista, kompozytor, członek zespołu Ashton, Gardner & Dyke (ur. 1946)
  - Francisco Varela, chilijski neurobiolog, filozof (ur. 1946)
- 2002:
  - Iwan Kapitonow, radziecki polityk (ur. 1915)
  - David Parker Ray, amerykański seryjny morderca (ur. 1939)
  - Edward Wende, polski prawnik, adwokat, polityk, senator i poseł na Sejm RP, sędzia Trybunału Stanu (ur. 1936)
  - Jürgen Werner, niemiecki piłkarz (ur. 1935)
- 2003:
  - Oleg Makarow, radziecki inżynier-mechanik, kosmonauta (ur. 1933)
  - Ilya Prigogine, belgijski fizyk, fizykochemik pochodzenia rosyjsko-żydowskiego, laureat Nagrody Nobla (ur. 1917)
  - Martha Scott, amerykańska aktorka (ur. 1912)
  - Antoni Wójtowicz, polski operator filmowy i telewizyjny (ur. 1925)
- 2004:
  - Vittore Branca, włoski historyk literatury (ur. 1913)
  - Bohuslav Chňoupek, czechosłowacki komunista, słowacki polityk, publicysta (ur. 1925)
  - Jerzy Klempel, polski piłkarz ręczny (ur. 1953)
- 2006:
  - Umberto Masetti, włoski motocyklista wyścigowy (ur. 1926)
  - Thorleif Schjelderup, norweski skoczek narciarski, pisarz (ur. 1920)
  - Andrzej Skrzydlewski, polski zapaśnik (ur. 1946)
- 2007:
  - Toshikatsu Matsuoka, japoński polityk (ur. 1945)
  - Parren J. Mitchell, amerykański polityk (ur. 1922)
  - Włodzimierz Padlewski, polski architekt (ur. 1904)
- 2008:
  - Beryl Cook, brytyjska malarka (ur. 1926)
  - Sven Davidson, szwedzki tenisista (ur. 1928)
  - Lechosław Goździk, polski związkowiec, samorządowiec (ur. 1931)
  - Emil Kardin, rosyjski krytyk literacki i filmowy (ur. 1921)
- 2009:
  - Robert Hartoch, holenderski szachista (ur. 1947)
  - Ercole Rabitti, włoski piłkarz, trener (ur. 1921)
  - Jan Zaciura, polski polityk, związkowiec, prezes ZNP (ur. 1934)
- 2010:
  - Gary Coleman, amerykański aktor (ur. 1968)
  - Tadeusz Marian Nowak, polski historyk wojskowości, mediewista (ur. 1917)
- 2011 – Romuald Klim, białoruski lekkoatleta, młociarz (ur. 1933)
- 2012:
  - Ludovic Quistin, gwadelupski piłkarz (ur. 1984)
  - Jurij Susłoparow, rosyjski piłkarz (ur. 1958)
- 2013:
  - Nino Bibbia, włoski bobsleista, skeletonista (ur. 1922)
  - Wiktor Kulikow, radziecki dowódca wojskowy, marszałek ZSRR, polityk (ur. 1921)
- 2014:
  - Maurice Agulhon, francuski historyk (ur. 1926)
  - Maya Angelou, amerykańska pisarka, poetka (ur. 1928)
  - Pierre Bernard, francuski piłkarz, bramkarz (ur. 1932)
  - Malcolm Glazer, amerykański przedsiębiorca, miliarder, właściciel klubów sportowych pochodzenia żydowskiego (ur. 1928)
  - Bob Houbregs, kanadyjski koszykarz (ur. 1932)
  - Azlan Muhji ad-Din Szach, sułtan stanu Perak i król Malezji (ur. 1928)
- 2015:
  - Jonas Čepulis, litewski bokser (ur. 1939)
  - Piotr Szczerski, polski reżyser teatralny (ur. 1953)
- 2016:
  - Giorgio Albertazzi, włoski aktor (ur. 1923)
  - David Cañada, hiszpański kolarz szosowy (ur. 1975)
  - Bryce Dejean-Jones, amerykański koszykarz (ur. 1992)
  - Teodozjusz (Prociuk), rosyjski biskup prawosławny (ur. 1927)
  - Krystian Rempała, polski żużlowiec (ur. 1998)
- 2017:
  - Eric Broadley, brytyjski inżynier, przedsiębiorca (ur. 1928)
  - Elżbieta Chojnacka, polska klawesynistka (ur. 1939)
  - Graham Webb, brytyjski kolarz torowy i szosowy (ur. 1944)
- 2018:
  - Ludwik Paczyński, polski aktor (ur. 1935)
  - Dick Quax, nowozelandzki lekkoatleta, długodystansowiec (ur. 1948)
  - Jens Skou, duński chemik, laureat Nagrody Nobla (ur. 1918)
  - Karol Strug, polski dziennikarz, działacz filatelistyczny (ur. 1926)
  - Ola Ullsten, szwedzki polityk, premier Szwecji (ur. 1931)
- 2019:
  - Apolo Nsibambi, ugandyjski polityk, minister, premier Ugandy (ur. 1940)
  - Włodzimierz Ptak, polski immunolog, mikrobiolog (ur. 1928)
  - Edward Seaga, jamajski polityk, premier Jamajki (ur. 1930)
  - Petr Sgall, czeski językoznawca, indoeuropeista (ur. 1926)
- 2020:
  - Claude Goasguen, francuski prawnik, polityk, minister ds. reform (ur. 1945)
  - Gustavo Guillén, argentyński aktor (ur. 1962)
  - Bob Kulick, amerykański gitarzysta, członek zespołu The Neverland Express (ur. 1950)
  - Bob Weighton, angielski superstulatek, najstarszy mężczyzna na świecie (ur. 1908)
- 2021:
  - Joseph Latino, amerykański duchowny katolicki, biskup Jackson (ur. 1937)
  - Henryk Samsonowicz, polski historyk, polityk, minister edukacji narodowej (ur. 1930)
  - Benoît Sokal, belgijski autor komiksów i grafiki do gier komputerowych (ur. 1954)
  - Janusz Tryzno, polski malarz, grafik, rysownik (ur. 1948)
- 2022:
  - Evaristo Carvalho, saotomejski polityk, premier i prezydent Wysp Świętego Tomasza i Książęcej (ur. 1941)
  - Bo Hopkins, amerykański aktor (ur. 1938)
  - Marino Masé, włoski aktor (ur. 1939)
  - Bujar Nishani, albański wojskowy, polityk, minister spraw wewnętrznych oraz sprawiedliwości, prezydent Albanii (ur. 1966)
  - Yves Piétrasanta, francuski fizyk, samorządowiec, polityk, eurodeputowany (ur. 1939)
  - Ernesto Vecchi, włoski duchowny katolicki, biskup pomocniczy Bolonii (ur. 1936)
- 2023:
  - Ernest Bertrand Boland, amerykański duchowny katolicki, biskup Multanu w Pakistanie (ur. 1925)
  - Anna Brzozowska-Wydmuch, polska dziennikarka (ur. 1953)
  - Owen Gingerich, amerykański astronom, historyk nauki (ur. 1930)
  - Harald zur Hausen, niemiecki onkolog, wirusolog, wykładowca akademicki, laureat Nagrody Nobla (ur. 1936)
  - Jerzy Pawłowicz, polski historyk ruchu robotniczego, wykładowca akademicki (ur. 1929)
  - Aleksandra Samecka-Cymerman, polska biolog, wykładowczyni akademicka (ur. 1955)
- 2024:
  - Stefan Kasicki, polski biofizyk, neurofizjolog, elektrofizjolog, tłumacz, wykładowca akademicki (ur. 1947)
  - Janusz Mączka, polski duchowny katolicki, salezjanin, filozof przyrody (ur. 1960)
- 2025:
  - Sałman Chasimikow, rosyjski zapaśnik, wrestler (ur. 1953)
  - Małgorzata Czudak, polska projektantka mody (ur. 1968)
  - Al Foster, amerykański perkusista jazzowy (ur. 1943)
  - Luisa Fuentes, peruwiańska siatkarka (ur. 1948)
  - Mohammed Said Hersi, somalijski generał, polityk (ur. 1949)
  - Per Nørgård, duński kompozytor, teoretyk muzyki (ur. 1932)
  - Paweł Pracownik, polski trójboista siłowy, trener personalny (ur. 1973)
  - Tadeusz Oszubski, polski poeta, prozaik, dziennikarz, publicysta (ur. 1958)
  - George E. Smith, amerykański fizyk, laureat Nagrody Nobla (ur. 1930)
  - Ngũgĩ wa Thiong’o, kenijski pisarz (ur. 1938)
  - Francis Xavier Yu Soo-il, południowokoreański duchowny katolicki, franciszkanin, ordynariusz polowy (ur. 1945)